# Malwana Jagir
Malwana Jagir is een plaats in het district Doda van het Indiase unieterritorium Jammu en Kasjmir.

## Demografie
Volgens de volkstelling uit 2011 heeft Malwana Jagir een populatie van 3.304, waarvan 1.676 mannen en 1.628 vrouwen. Onder hen waren 665 kinderen met een leeftijd tussen de 0 en 6 jaar. De plaats had in 2011 een alfabetiseringsgraad van 56,50%. Onder mannen bedroeg dit 72,54% en onder vrouwen 39,85%.